# Fort d’Aubervilliers (stacja metra)
Fort d’Aubervilliers – stacja siódmej linii i budowana stacja piętnastej linii paryskiego metra. Stacja znajduje się w gminie Aubervilliers. Stację otwarto 4 października 1979 roku na linii różowej; otwarcie na linii bordowej planowane jest na 2030 rok.

## Stacja
Stacja została otwarta 4 października 1979 roku, jako końcowa stacja nowego przedłużenia linii 7 od stacji Porte de la Villette. Jest położona pod ziemią, posiada jednonawową halę peronową z dwoma torami i dwoma peronami bocznymi. Funkcję zakończenia linii pełniła do 6 maja 1987 roku.
Znajduje się przy granicy z miejscowością Pantin (dzielnica Les Courtillières), w pobliżu dawnego fortu Aubervilliers, od którego pochodzi nazwa stacji.

## Przesiadki
Nad stacją znajduje się dworzec autobusowy, z którego odjeżdżają autobusy dzienne RATP i nocne Noctilien.

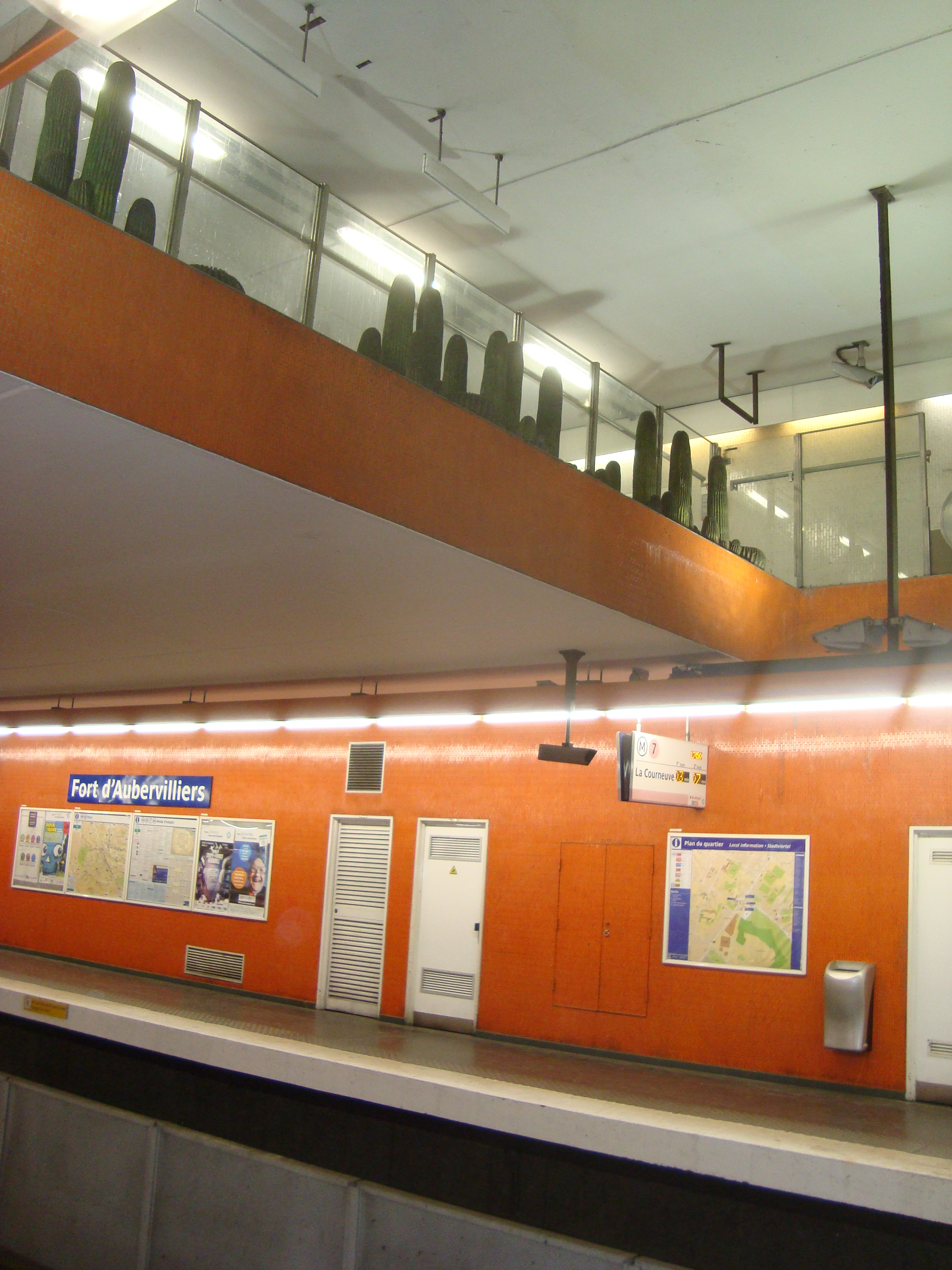
Widok antresoli wznoszącej się nad peronami